# Claudio Canti
Claudio Canti (ur. 15 czerwca 1965) – sanmaryński piłkarz występujący na pozycji obrońcy, reprezentant San Marino w latach 1991–1995.

## Kariera klubowa
Canti grał w sanmaryńskich klubach SS Juvenes, SS Folgore/Falciano i AC Juvenes/Dogana oraz we włoskich zespołach z amatorskich kategorii rozgrywkowych.

## Kariera reprezentacyjna
27 marca 1991 zadebiutował w reprezentacji San Marino w przegranym 1:3 meczu z Rumunią. Ogółem w latach 1991–1995 rozegrał w drużynie narodowej 22 oficjalne spotkania. W jej barwach grał między innymi w eliminacjach Mistrzostw Świata 1994 oraz eliminacjach Mistrzostw Europy 1996.

## Życie prywatne
Pracował jako listonosz.